# Microphysetica hermeasalis
Microphysetica hermeasalis là một loài bướm đêm trong họ Crambidae.